# Tioårskriget
Tioårskriget (spanska: Guerra de los Diez Años) (1868–1878), även kallat Stora kriget eller Kriget '68, började den 10 oktober 1868, då sockerplantageägare Carlos Manuel de Céspedes och hans anhängare utropade Kuba självständigt från Spanien.  Det var det första av de tre krig som kubanerna utkämpade mot Spanien, de andra var Guerra Chiquita (1879–1880) och Kubanska självständighetskriget (1895–1898).